# 35th/Archer (métro de Chicago)
35th/Archer est une station aérienne de la ligne orange du métro de Chicago située au croisement de Archer Avenue et de 35th Street et de Leavitt Street. La station se trouve dans le quartier de McKinley Park à proximité d'un quartier commercial.

## Description
La station qui a ouvert ses portes le 31 octobre 1993 ressemble aux autres stations de la Midway Branch ; un style épuré, très fonctionnel développé sur le modèle de celles de la Dan Ryan Branch tout en tenant compte que contrairement à cette dernière les stations de la ligne orange sont aériennes et non situées au milieu d’une autoroute. 
La station est entourée sur trois côtés de murs de soutènement en béton et comporte un plafond conçu pour diminuer le bruit des rames pour le voisinage. 
Sur le coin de Leavitt Street, un pylône d'identification bleu a été installé afin d’indiquer la présence de 35/Archer. 
La station a une superficie de 11 700 mètres carrés et est composée d’un quai central donnant sur l’entrée qui comprend une zone d'attente pour les passagers, un dépôt de bus et un parking de dissuasion pour 70 véhicules ; elle est équipée d’escalators et d’ascenseurs afin d’être accessible aux personnes à mobilité réduite. 
834 234 passagers y ont transité en 2008.

## Correspondances avec les bus
Avec les bus de la Chicago Transit Authority :
- #35 35th
- #39 Pershing
- #50 Damen
- #62 Archer (Owl Service - Service de nuit)

## Dessertes
| Nord/Ouest            |  |              |  | Sud/Est                            |
| --------------------- |  | ------------ |  | ---------------------------------- |
| Western vers Midway   |  | ligne orange |  | Ashland vers Midway via Clark/Lake |
| modifier sur Wikidata |  |              |  |                                    |